# GEDA
 (septembre 2012).
Si vous disposez d'ouvrages ou d'articles de référence ou si vous connaissez des sites web de qualité traitant du thème abordé ici, merci de compléter l'article en donnant les références utiles à sa vérifiabilité et en les liant à la section « Notes et références ».
gEDA est une suite de logiciels libres destinée au développement en électronique sur système Linux. Cette suite, sous licence GNU GPL v2, est utilisée pour le dessin de circuit imprimé, la capture de schémas et la simulation, ceci autant pour le prototypage que pour la production.

## Composants principaux de gEDA
Il est composé d'une suite d'outils dont :
- gschem, l'éditeur de schémas ;
- gnetlist, un convertisseur de schémas vers des netfiles ;
- PCB, un outil de dessins de circuits imprimés ;
- ngspice, un clone de SPICE avec des fonctions étendues ;
- gnucap, un simulateur original avec compilateur de modèles.

D'autres logiciels comme gerbv, un visualiseur de fichier gerber, ou gsch2pcb, qui permet d'annoter automatiquement les circuits imprimés à la suite de modifications de schémas, complètent cette suite de logiciel afin d'en faire un ensemble complet.
La dernière version de gEDA comprend aussi gspiceui, une interface graphique pour ngspice et gnucap, ainsi que wcalc, un logiciel d'analyse de lignes de transmission et de structures électromagnétiques.
Un compilateur Verilog, Icarus Verilog, et LTspice, une version de SPICE destinée aux simulations répétitives, peuvent être intégré facilement à gEDA.
Un programme d'installation est aussi compris dans la suite, et il automatise entièrement l'installation de l'ensemble sous Linux.

## Particularités de gEDA

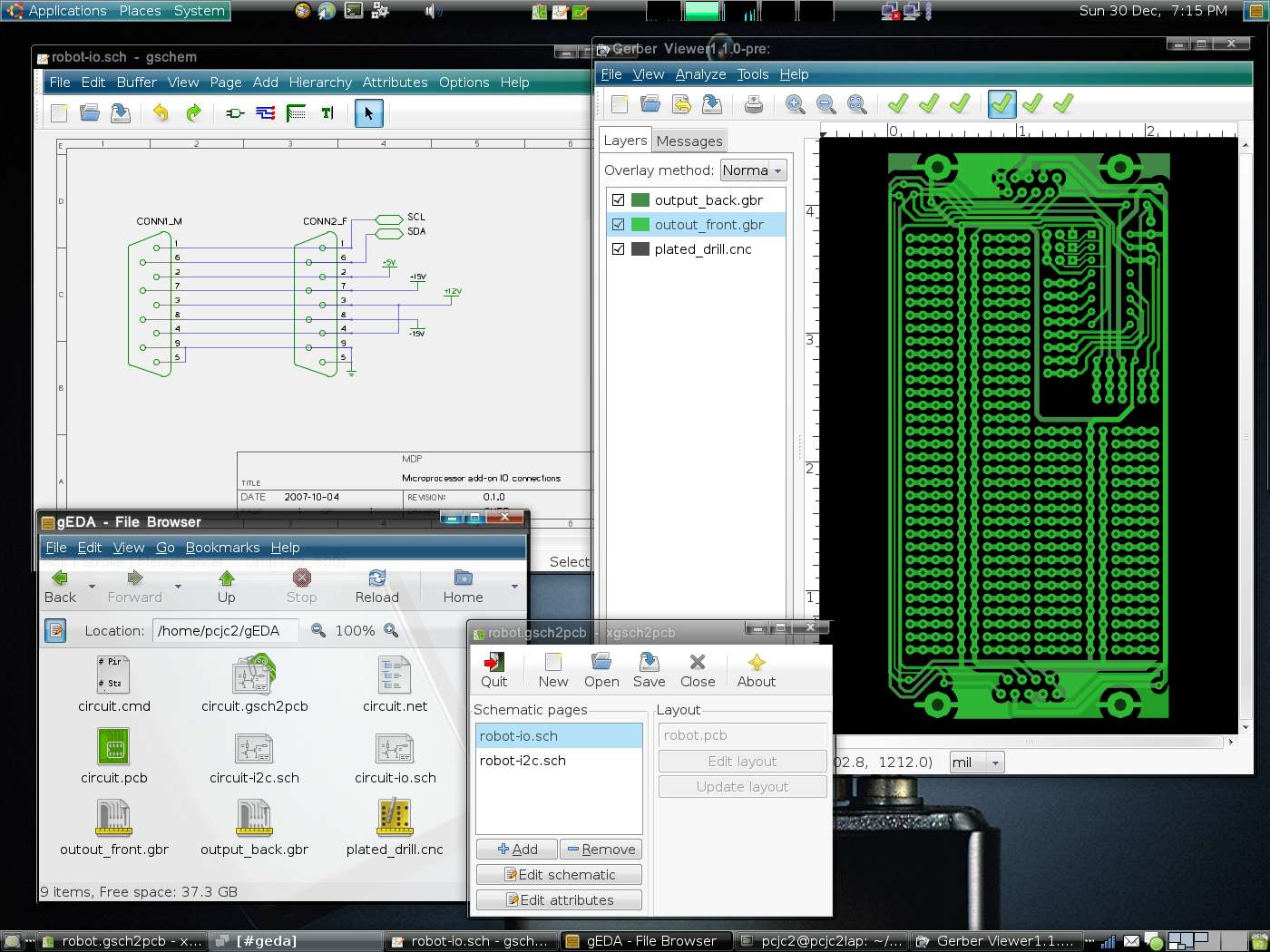
Schéma fonctionnel et du circuit imprimé

Une des particularités principales de gEDA est que cette suite de logiciels utilise un format de fichier unique pour tous les fichiers créés et utilisés par ses différents composants : (.sch), qui est une variante de l'ascii. Il est ainsi très facile de comprendre ces fichiers et de créer des scripts pour automatiser les tâches répétitives.
D'autres particularités importantes sont que tous les outils de gEDA collaborent les uns avec les autres et qu'ils n'ont aucune limitation. Il est également possible de modifier ces outils ou de les utiliser avec des scripts pour automatiser des tâches répétitives.
Une interface graphique regroupe une partie des programmes, cependant cette interface n'est pas aussi complète que celle des suites logicielles commerciales comme Cadence. Ce sera la principale différence pour un débutant, qui devra comprendre le rôle de chaque programme dans la suite pour pouvoir en tirer le maximum. Ce manque d'interface graphique est compensé par la souplesse des programmes qui laisse une liberté complète de choix à l'utilisateur.